# Conospermum flexuosum
Conospermum flexuosum är en tvåhjärtbladig växtart. Conospermum flexuosum ingår i släktet Conospermum och familjen Proteaceae.

## Underarter
Arten delas in i följande underarter:
- C. f. flexuosum
- C. f. laevigatum